# Antapistis anyx
Antapistis anyx är en fjärilsart som beskrevs av Druce. Antapistis anyx ingår i släktet Antapistis och familjen nattflyn. Inga underarter finns listade i Catalogue of Life.